# Потоп (роман)
«Потоп» (пол. Potop) — исторический роман-эпопея польского писателя Генрика Сенкевича, основанный на исторических событиях, связанных со шведским нашествием на Речь Посполитую, известным как Шведский потоп.
Впервые публиковался с декабря 1884 по сентябрь 1886 годах в газетах «Слово», «Czas» и «Dziennik Poznański». В 1886 году был издан отдельной книгой.
Трёхтомный роман представляет собой вторую часть исторической трилогии Сенкевича, куда кроме «Потопа» входят романы «Огнём и мечом» и «Пан Володыёвский». Время действия романа длится с 1654 по 1657 год, действие разворачивается на фоне польско-шведской войны 1655—1657 годов.

## Содержание

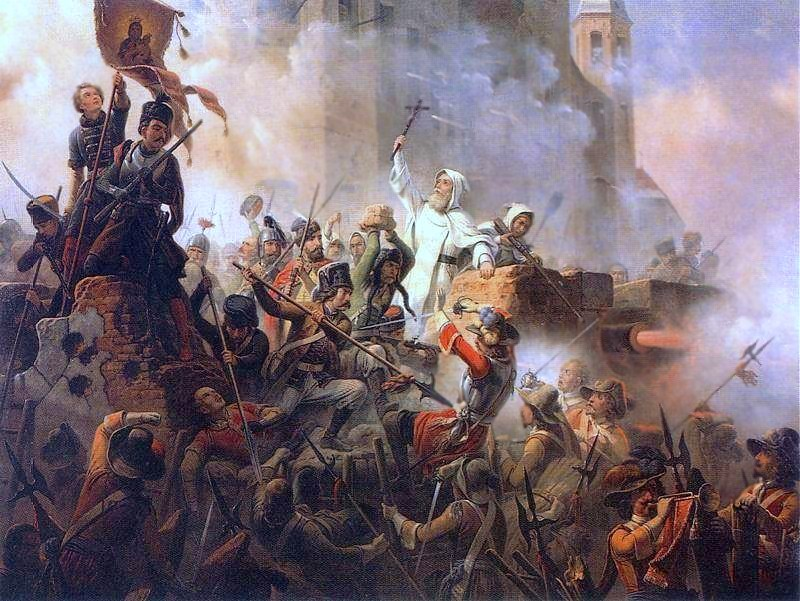
Я. Суходольский. Оборона Ясной Горы в 1655 году

Роман разворачивает широкую панораму жизни Речи Посполитой середины XVII века. Подробно описан ход войны, на первом этапе которой, в результате многочисленных измен польских магнатов, шведы практически без труда захватили Польшу. Особое внимание в книге уделено героической обороне Ясногорского монастыря (1655), где хранится особо почитаемая в Польше Ченстоховская икона Божией Матери, и той роли, которую эта оборона сыграла в подъёме национального духа. Начавшееся сопротивление привело, в конечном итоге, к возрождению страны и полному изгнанию захватчиков.
Красной нитью на фоне драматических исторических событий проходит судьба молодого полковника Анджея Кмицица, который в начале шведского «потопа» примкнул к прошведским силам, будучи введённым в заблуждение; однако затем перешёл на сторону патриотов и многочисленными военными подвигами искупил вину.

## Персонажи

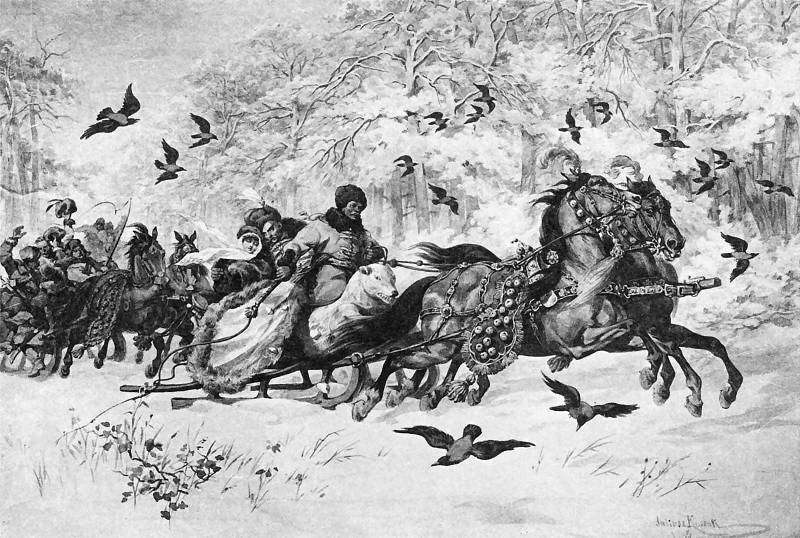
Ю. Коссак. Кмициц с Оленькой на санях (1885)

В книге действуют как вымышленные персонажи — главный герой книги Анджей Кмициц, прототипом которого мог быть оршанский шляхтич Самуил Кмитич, его возлюбленная Оленька (Александра) Биллевич и сквозные персонажи всей трилогии — Михал Володыёвский, Ян Скшетуский и Онуфрий Заглоба; так и реальные исторические лица:
- Ян Казимир, польский король.
- Карл Х Густав, шведский король.
- Августин Кордецкий, настоятель Ясногорского монастыря.
- Януш Радзивилл, литовский магнат и великий гетман литовский.
- Богуслав Радзивилл, двоюродный брат Януша.
- Ян Замойский, польский вельможа.
- Ежи Любомирский, коронный маршал, польский магнат.
- Стефан Чарнецкий, польский полководец.
- Павел Ян Сапега, литовский магнат, впоследствии великий гетман литовский.
- Кшиштоф Опалинский, познанский воевода.
- Иероним Радзиевский, польский перебежчик к шведам, один из организаторов шведского вторжения.
- Садовский, Вацлав Фердинанд, полковник шведской армии, чех, лютеранин.

## «Потоп» в кинематографе
- 1913 — немой чёрно-белый фильм «Оборона Ченстоховы» (режиссёр — Эдвард Пухальский), в котором события романа изложены лишь частично, поскольку власти империи запретили режиссёру привлекать солдат к участию в съёмках.
- 1915 — фильм «Потоп», режиссёра Петра Чардынина (премьера 14 апреля 1915 года), консультантом которого выступил Пухальский.
- 1974 — польский режиссёр Ежи Гофман снял по книге одноимённый фильм. Роль Кмицица сыграл актёр Даниэль Ольбрыхский.

## «Потоп» на русском языке
- Потоп: Исторический роман в шести частях. — СПб.: Издание Н. Мертца, 1897. — 1058 с.